# Domqueur
Ne doit pas être confondu avec Mesnil-Domqueur.
Domqueur est une commune française située dans le département de la Somme, en région Hauts-de-France.
Depuis le 13 février 2020, la commune fait partie du parc naturel régional Baie de Somme - Picardie maritime.

## Géographie

### Localisation
Domqueur est un village picard situé dans le Ponthieu.
Limitrophe d'Ailly-le-Haut-Clocher, la commune est située à 7 km au nord-ouest de Domart-en-Ponthieu, 9 km au sud-ouest de Bernaville, 15 km à l'est d'Abbeville et à 30 km au nord-ouest d'Amiens à vol d'oiseau.
Le territoire de la commune est limitrophe de ceux de huit communes.
Les communes limitrophes sont  Ailly-le-Haut-Clocher, Bussus-lès-Yaucourt, Ergnies, Franqueville, Fransu, Gorenflos, Maison-Roland et Mesnil-Domqueur.

### Géologie et relief
Le territoire de la commune est composé pour les deux-tiers de terre argileuse imperméable d'environ un mètre d'épaisseur et pour l'autre tiers de marnes et de calcaire siliceux.
Le relief de la commune est assez accidenté, il est traversé par un vallon qui se ramifie à la sortie du village vers Mesnil-Domqueur, Bussus-Bussuel, Maison-Roland et Famechon, hameau d'Ailly-le-Haut-Clocher.
La commune est située entre 77 m et 195 m d'altitude.

### Hydrographie
La commune est située dans le bassin Artois-Picardie. Elle n'est drainée par aucun cours d'eau.

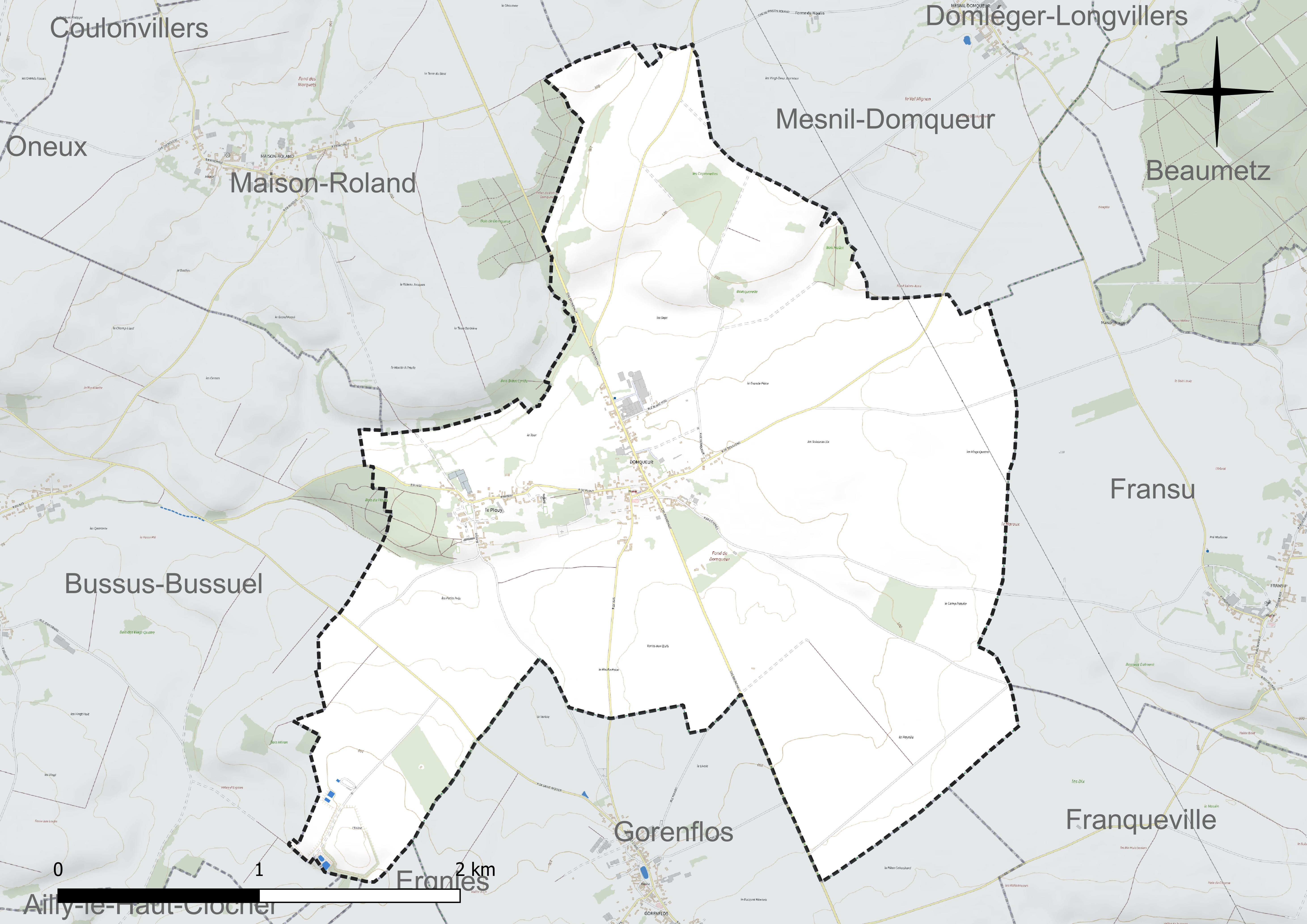
Réseau hydrographique de Domqueur.

| (texte à fusionner) Aucun cours d'eau ne traverse la commune. La nappe phréatique se trouve à une moyenne de 50 mètres au-dessous du niveau du sol. Les eaux de ruissellement s'écoulent vers l'ouest, vers Saint-Riquier, pour se jeter dans le Scardon. |

### Climat
Pour des articles plus généraux, voir Climat des Hauts-de-France et Climat de la Somme.
En 2010, le climat de la commune est de type climat océanique dégradé des plaines du Centre et du Nord, selon une étude du CNRS s'appuyant sur une série de données couvrant la période 1971-2000. En 2020, Météo-France publie une typologie des climats de la France métropolitaine dans laquelle la commune est exposée à un climat océanique et est dans la région climatique Côtes de la Manche orientale, caractérisée par un faible ensoleillement (1 550 h/an) ; forte humidité de l'air (plus de 20 h/jour avec humidité relative > 80 % en hiver), vents forts fréquents.
Pour la période 1971-2000, la température annuelle moyenne est de 10 °C, avec une amplitude thermique annuelle de 13,7 °C. Le cumul annuel moyen de précipitations est de 847 mm, avec 12,6 jours de précipitations en janvier et 9,1 jours en juillet. Pour la période 1991-2020, la température moyenne annuelle observée sur la station météorologique la plus proche, située sur la commune de Bernaville à 8 km à vol d'oiseau, est de 10,4 °C et le cumul annuel moyen de précipitations est de 877,3 mm,. Pour l'avenir, les paramètres climatiques de la commune estimés pour 2050 selon différents scénarios d'émission de gaz à effet de serre sont consultables sur un site dédié publié par Météo-France en novembre 2022.

## Urbanisme

### Typologie
Au 1er janvier 2024, Domqueur est catégorisée commune rurale à habitat dispersé, selon la nouvelle grille communale de densité à sept niveaux définie par l'Insee en 2022.
Elle est située hors unité urbaine. Par ailleurs la commune fait partie de l'aire d'attraction d'Amiens, dont elle est une commune de la couronne,. Cette aire, qui regroupe 369 communes, est catégorisée dans les aires de 200 000 à moins de 700 000 habitants,.

### Occupation des sols
L'occupation des sols de la commune, telle qu'elle ressort de la base de données européenne d'occupation biophysique des sols Corine Land Cover (CLC), est marquée par l'importance des territoires agricoles (91,5 % en 2018), une proportion identique à celle de 1990 (91,5 %). La répartition détaillée en 2018 est la suivante : 
terres arables (80,2 %), prairies (11,3 %), zones urbanisées (5,2 %), forêts (3,3 %). L'évolution de l'occupation des sols de la commune et de ses infrastructures peut être observée sur les différentes représentations cartographiques du territoire : la carte de Cassini (XVIIIe siècle), la carte d'état-major (1820-1866) et les cartes ou photos aériennes de l'IGN pour la période actuelle (1950 à aujourd'hui).

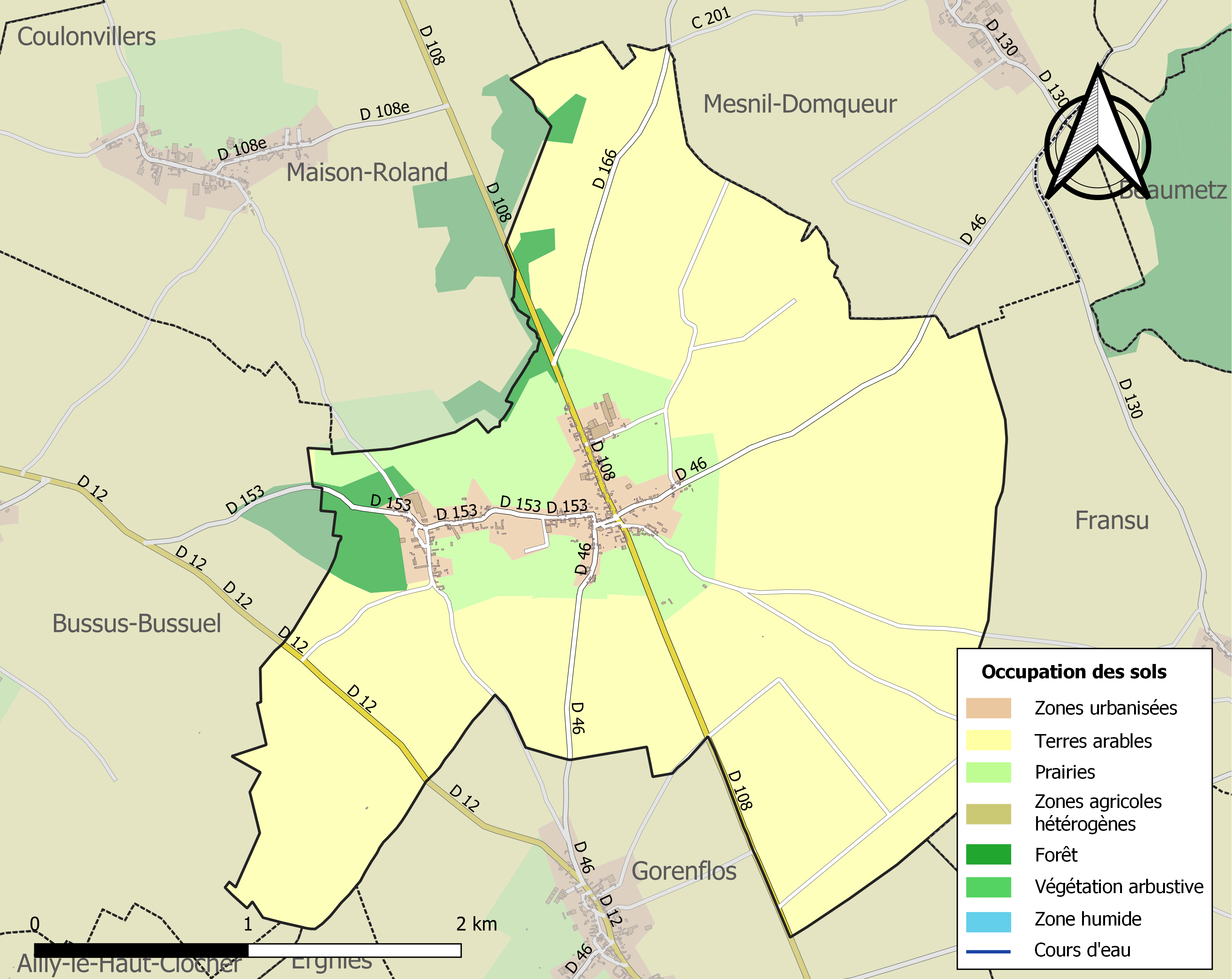
Carte des infrastructures et de l'occupation des sols de la commune en 2018 (CLC).

## Toponymie
On trouve plusieurs formes pour désigner Domqueur dans les textes anciens : Dulcurium, Donqueurre, Donqueur.

## Histoire

### Antiquité
La table de Peutinger (original vers 365 - connue par une copie du XIIIe siècle) indique que Duroicoregum (Domqueur) était une station sur la via Agrippa de l'Océan, voie romaine de Lugdunum (Lyon) à Gesoriacum (Boulogne-sur-Mer). Un pont romain ou d'origine romaine existe toujours, il permettait de franchir un ru.
Des armes, des poteries (amphores) ont été trouvées dans la commune.
En 1951, des travaux mirent au jour 2132 pièces gallo-romaines, frappées à Londres, Lyon, Rome et Trèves.

### Les Templiers
Des restes de fondations témoigneraient de la présence d'une maison des Templiers.

### Époque moderne
En 1567, Nicolas de Domqueur, écuyer, est le seigneur du lieu.
Les muches de Domqueur sont supposées creusées dès le XVIIe siècle pour échapper aux Espagnols. Elles comportent plusieurs entrées et sorties secrètes pour accéder aux 52 chambres. Ces souterrains-refuges sont implantés sous l'église, point défensif principal du village, la place et les rues, en évitant les terrains privés.

### Époque contemporaine
En 1898, une entreprise d'extraction de phosphate de chaux était en activité dans la commune. 28 000 tonnes de phosphate de chaux étaient extraites du sous-sol. Une usine avec machine à vapeur employait 70 ouvriers chargés de conditionner le phosphate en vue de sa commercialisation.
Il existait encore un moulin à farine, un pressoir à cidre, une briqueterie, une carrière de silex pour la construction de routes et une carrière de sable pour la fabrication du mortier. Domqueur connaissait alors un certain dynamisme économique.

## Politique et administration

### Liste des maires
| Période                                  | Période                      | Identité            | Étiquette | Qualité              |
| ---------------------------------------- | ---------------------------- | ------------------- | --------- | -------------------- |
| Les données manquantes sont à compléter. |                              |                     |           |                      |
| mars 2001                                | mai 2020                     | Emmanuel Schorderet | DVD       |                      |
| mai 2020,                                | En cours (au 8 octobre 2020) | Maïté Béron         |           | Secrétaire-comptable |

## Population et société

### Démographie
L'évolution du nombre d'habitants est connue à travers les recensements de la population effectués dans la commune depuis 1793. Pour les communes de moins de 10 000 habitants, une enquête de recensement portant sur toute la population est réalisée tous les cinq ans, les populations de référence des années intermédiaires étant quant à elles estimées par interpolation ou extrapolation. Pour la commune, le premier recensement exhaustif entrant dans le cadre du nouveau dispositif a été réalisé en 2006.

En 2022, la commune comptait 305 habitants, en évolution de −1,29 % par rapport à 2016 (Somme : −1,26 %, France hors Mayotte : +2,11 %).
| 1793 | 1800 | 1806 | 1821 | 1831 | 1836 | 1841 | 1846 | 1851 |
| ---- | ---- | ---- | ---- | ---- | ---- | ---- | ---- | ---- |
| 731  | 586  | 810  | 870  | 875  | 886  | 899  | 891  | 877  |

| 1856 | 1861 | 1866 | 1872 | 1876 | 1881 | 1886 | 1891 | 1896 |
| ---- | ---- | ---- | ---- | ---- | ---- | ---- | ---- | ---- |
| 842  | 873  | 851  | 804  | 749  | 676  | 618  | 545  | 525  |

| 1901 | 1906 | 1911 | 1921 | 1926 | 1931 | 1936 | 1946 | 1954 |
| ---- | ---- | ---- | ---- | ---- | ---- | ---- | ---- | ---- |
| 537  | 479  | 429  | 392  | 390  | 398  | 364  | 381  | 364  |

| 1962 | 1968 | 1975 | 1982 | 1990 | 1999 | 2006 | 2011 | 2016 |
| ---- | ---- | ---- | ---- | ---- | ---- | ---- | ---- | ---- |
| 329  | 326  | 276  | 261  | 243  | 262  | 267  | 297  | 309  |

| 2021 | 2022 | - | - | - | - | - | - | - |
| ---- | ---- | - | - | - | - | - | - | - |
| 307  | 305  | - | - | - | - | - | - | - |

En 1899, le hameau du Plouy compte 158 habitants. Les écarts des fermes de Domquerelle (5 hab.) et le Moulin Poiré (3 hab.) s'ajoutent au Buhéron, la toute nouvelle usine à phosphates (20 hab.).

### Enseignement
L'école intercommunale Victor Hugo a été construite à Ailly-le-Haut-Clocher. Elle scolarise 303 élèves au cours de l'année scolaire 2014-2015 et regroupe des écoliers d'Ailly-le-Haut-Clocher, Brucamps, Domqueur, Ergnies, Long, Mouflers, Yaucourt-Bussus.

## Culture locale et patrimoine

### Lieux et monuments

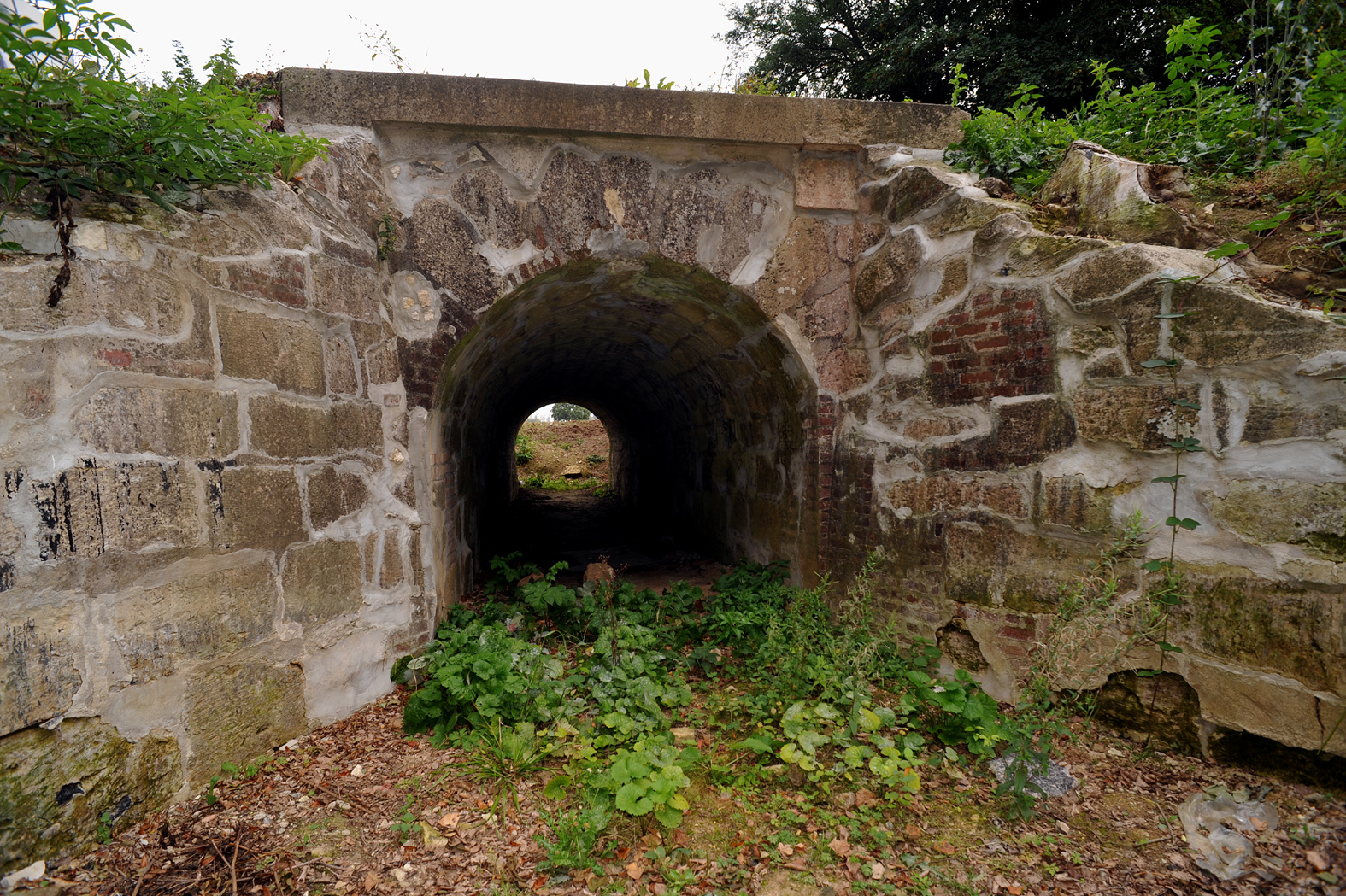
Pont d'origine romaine

#### Le pont romain  et la via Agrippa
Le pont romain de Domqueur permettait à une des via Agrippa de l'Océan, de Lugdunum (Lyon) à Gesoriacum, (Boulogne-sur-Mer), par Augustomagus (Senlis) et Samarobriva (Amiens), de traverser, à Duroicoregum (Domqueur), la vallée du bois de Domqueur, ou coulait la Sainte Anne, un ancien affluent du Scardon. En 1858 d'importants travaux ont été exécutés pour le protéger.
Des vestiges de l'ancienne chaussée Brunehaut (via Agrippa), pavée de grosses dalles en grès, ont été mis au jour. Quelques-uns sont visibles à côté de l'église de Domqueur, à droite du monument aux morts.

#### Les muches

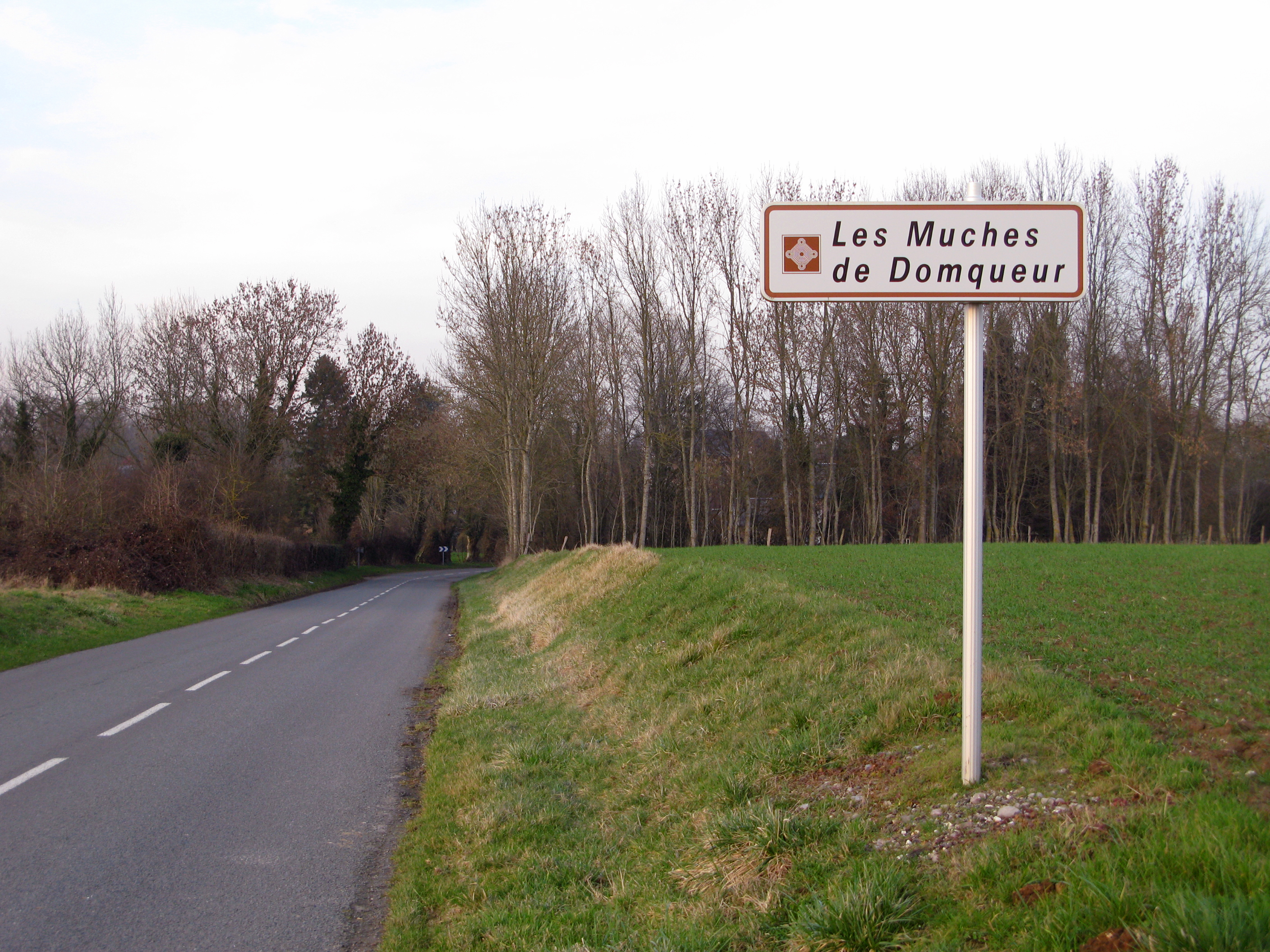
Arrivée dans le village par le sud

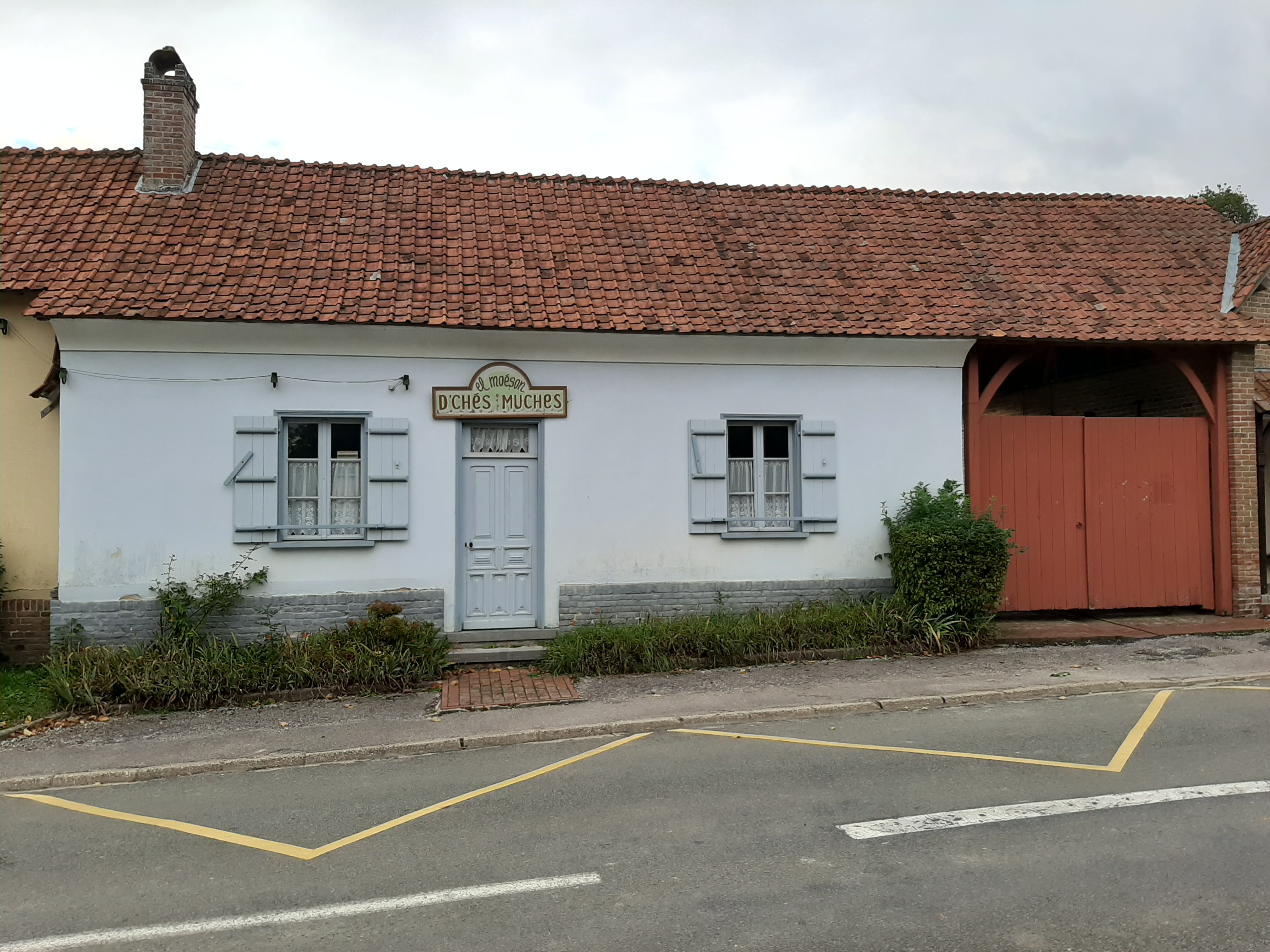
Maison des muches au centre de Domqueur

Les muches de Domqueur sont des souterrains-refuges creusées à 9 mètres de profondeur dans la craie pendant la guerre de Trente Ans (1618-1648) et les invasions espagnoles du XVIIe siècle (pour certains, ils remonteraient à l'époque celtique).
Ce village souterrain est composé de 52 cellules (les muches), simples ou doubles, s'ouvrant sur une galerie de circulation (la rue). Ces cellules étaient soit, des étables, soit des entrepôts, soit des habitations. Elles pouvaient être fermées par des portes en bois avec serrure fermant à clé ; on peut encore voir la place que devaient tenir les linteaux. Une vaste salle au plafond en forme de cône renversé est toujours visitable.
Les muches de Domqueur sont protégées en tant que monument historique, inscription par arrêté du 10 avril 1992, avec l'ancien presbytère, reconverti en « maison des muches ».

#### L'église Saint-Saturnin

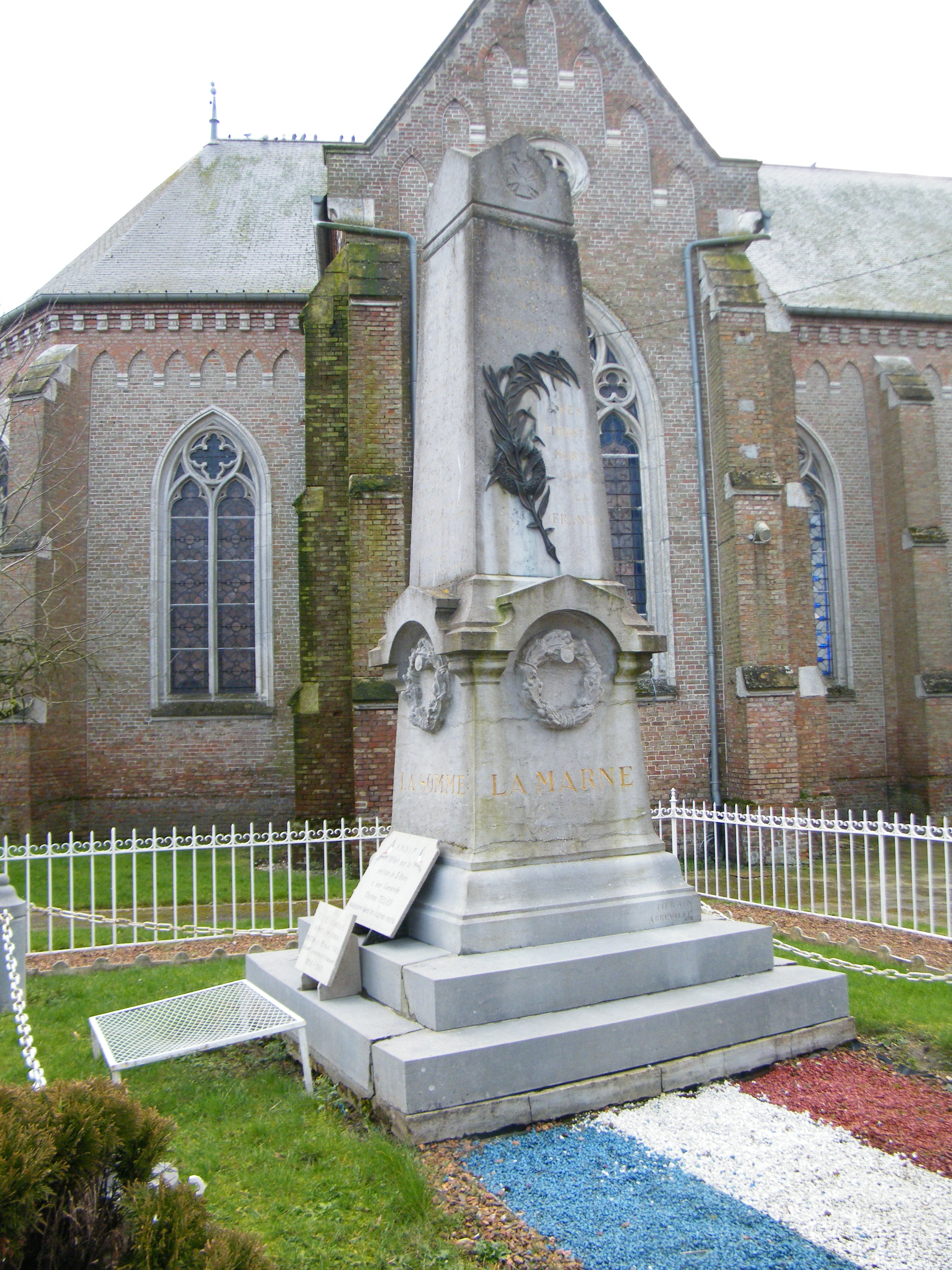
Le monument aux morts

- L'église Saint-Saturnin[29],[30], dont la construction, pour le clocher, remonterait au XVIe siècle, est construite en brique, en style néogothique.

#### Le monument aux morts
Le monument aux morts de Domqueur, situé à proximité du transept de l'église du village, a la forme d'une haute borne de pierre pyramidale.
Sur l'une des faces, figure une palme de bronze sculptée. Sur chacune des faces, en haut du monument, une croix de guerre a été sculptée, tandis  qu'au bas c'est une couronne gravée qui orne la pierre.
Le nom de batailles de la Grande Guerre a été gravé en lettres dorées à la base de chaque côté du monument.
Une grille entoure l'espace sacré tandis qu'une allée de graviers tricolore permet d'accéder au monument.

### Héraldique
|  | Les armes de la commune se blasonnent ainsi : d'or au chevron de gueules. |

## Pour approfondir